# Verzorgingsplaats De Mussels
Verzorgingsplaats De Mussels is een Nederlandse verzorgingsplaats gelegen aan de A28 Groningen-Utrecht tussen afritten 30 en 29 nabij het Drentse Beilen.
Het station is genoemd naar de laaggelegen weidegebieden (madegronden) die op deze plaats door de A28 worden doorkruist. Door de inwoners ter plaatse wordt dit vooral uitgesproken als 'de Musels'. De naastgelegen plas is ontstaan door zandafgraving ten behoeve van de aanleg van de A28. De plas is een plek waar gevist en gedoken wordt.
Aan de overzijde van de weg ligt verzorgingsplaats Smalhorst.